# Liste der Biografien/Keh
Liste der Biografien |
Portal Biografien |
Personensuche
# |
A |
B |
C |
D |
E |
F |
G |
H |
I |
J |
K |
L |
M |
N |
O |
P |
Q |
R |
S |
T |
U |
V |
W |
X |
Y |
Z |
?
 
Ka |
Kb |
Kc |
Kd |
Ke |
Kf |
Kg |
Kh |
Ki |
Kj |
Kl |
Km |
Kn |
Ko |
Kp |
Kr |
Ks |
Kt |
Ku |
Kv |
Kw |
Ky |
Kx |
Kz
 
Kea |
Keb |
Kec |
Ked |
Kee |
Kef |
Keg |
Keh |
Kei |
Kej |
Kek |
Kel |
Kem |
Ken |
Keo |
Kep |
Ker |
Kes |
Ket |
Keu |
Kev |
Kew |
Kex |
Key |
Kez
Die Liste der Biografien führt alle Personen auf, die in der deutschsprachigen Wikipedia einen Artikel haben. Dieses ist eine Teilliste mit 155 Einträgen von Personen, deren Namen mit den Buchstaben „Keh“ beginnt.

## Keh

### Keha
- Kehat, Roi (* 1992), israelischer Fußballspieler
- Kehayov, Petar (* 1972), bulgarischer Linguist und Hochschullehrer

### Kehi
- Kehinde, Lanre (* 1994), nigerianischer Fußballspieler

### Kehl
- Kehl, Christina (* 1984), Fintech-Unternehmerin in Zürich
- Kehl, Dietrich (* 1952), deutscher Fußballspieler, Fußballfunktionär und Unternehmer
- Kehl, Fritz (* 1937), Schweizer Fussballspieler
- Kehl, Hermann (1886–1967), deutscher Chirurg
- Kehl, Joachim (* 1958), deutscher Fußballspieler
- Kehl, Johann (* 1942), deutscher Politiker (SPD), MdL
- Kehl, Johann Balthasar (1725–1778), deutscher Komponist und Organist der Vorklassik
- Kehl, Johann Carl (1829–1918), deutscher Unternehmer, Mitglied des Kurhessischen Kommunallandtages
- Kehl, Josef (1885–1967), deutscher Fossiliensammler
- Kehl, Lars (* 2002), deutscher Fußballspieler
- Kehl, Lina (1872–1945), deutsche Sozialpolitikerin (SPD)
- Kehl, Max (1940–2002), Schweizer Koch
- Kehl, Medard (1942–2021), deutscher Ordensgeistlicher, katholischer Theologe und Dogmatiker
- Kehl, Nico (* 2004), Schweizer Unihockeyspieler
- Kehl, Nikolaus (1914–2005), deutscher römisch-katholischer Theologe, Neutestamentler und Jesuit
- Kehl, Peter (1935–2022), deutscher Ingenieur der Eisenhüttenkunde, Manager in der deutschen Stahlindustrie und europäischen Zementindustrie
- Kehl, Peter (* 1957), deutscher Radrennfahrer
- Kehl, Peter (* 1976), deutscher Politiker (FDP), MdL
- Kehl, Petra (* 1965), deutsche Historikerin
- Kehl, Robert (1914–2001), Schweizer Kirchenkritiker, Theologe, Jurist
- Kehl, Sebastian (* 1980), deutscher FußballspielerSebastian Kehl (* 1980)

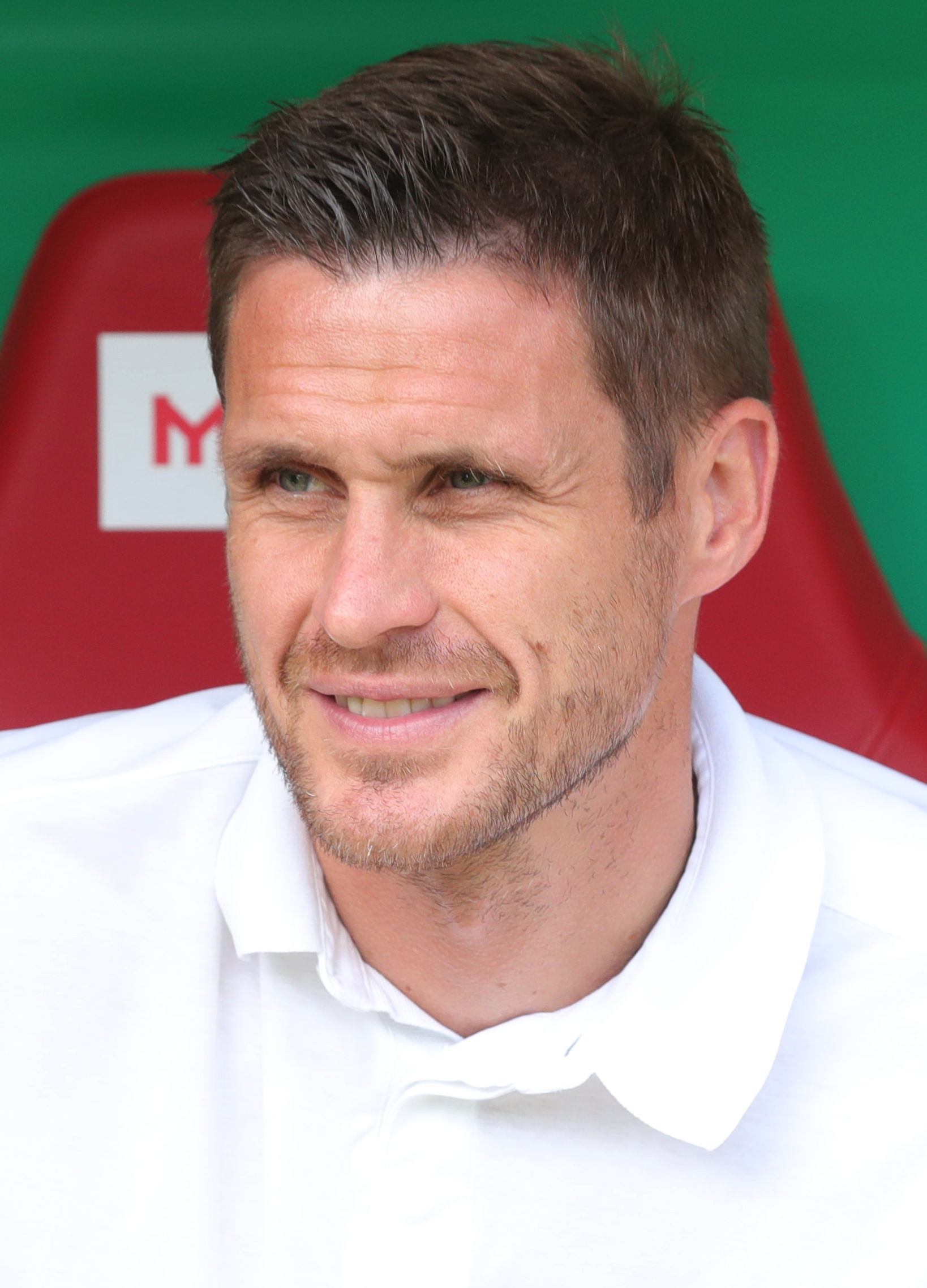
Sebastian Kehl (* 1980)

- Kehl, Sigrid (1929–2024), deutsche Opernsängerin (Mezzosopran/Sopran)
- Kehl, Werner (1887–1943), deutscher Bankdirektor
- Kehl-Gómez, Marco (* 1992), Schweizer Fussballspieler
- Kehlani (* 1995), US-amerikanische R&B-Sängerin und Songwriterin
- Kehlau, Marianne (1925–2002), deutsche Schauspielerin und Synchronsprecherin
- Kehle, Anton (1947–1997), deutscher Eishockeyspieler
- Kehle, Christoph (* 1992), deutscher Mathematiker
- Kehle, Matthias (* 1967), deutscher Schriftsteller
- Kehle, Roger (* 1953), deutscher Kommunalpolitiker, Mitglied der 14. Bundesversammlung
- Kehler, C. Robert (* 1952), US-amerikanischer General (U.S. Air Force)
- Kehler, Dieter (* 1949), deutscher Regisseur
- Kehler, Eduard von (1843–1910), preußischer Generalleutnant
- Kehler, Friedrich von (1820–1901), deutscher Politiker (Zentrumspartei), MdR
- Kehler, Fritz (1889–1972), deutscher Gewerkschafter
- Kehler, Jack (1946–2022), US-amerikanischer Schauspieler
- Kehler, Karl von (1769–1847), preußischer Generalmajor, Kommandant der Festung Erfurt
- Kehler, Richard von (1866–1943), deutscher Ballonfahrer, Luftschiffpionier, Militär
- Kehler, Rudolf von (1827–1919), preußischer Jurist, Beamter und Reichstagsabgeordneter
- Kehler, Sonja (1933–2016), deutsche Schauspielerin und Diseuse
- Kehler, Tim (* 1971), kanadischer Eishockeytrainer
- Kehlet, Jakob (* 1980), dänischer Fußballschiedsrichter
- Kehlhoffner, Erwin (* 1983), französischer Badmintonspieler
- Kehli, Samy (* 1991), französisch Fußballspieler
- Kehlmann, Daniel (* 1975), deutsch-österreichischer SchriftstellerDaniel Kehlmann (* 1975)

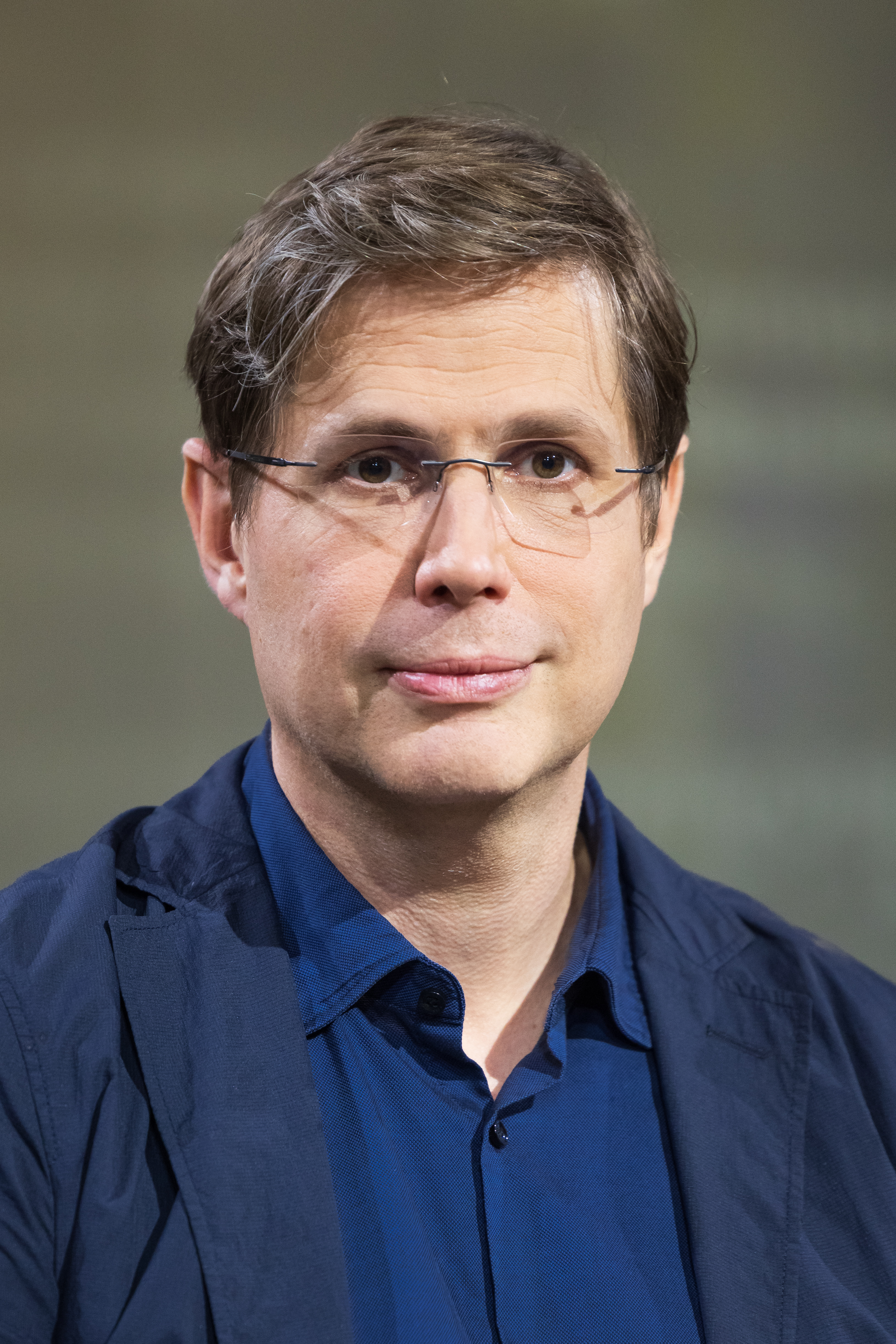
Daniel Kehlmann (* 1975)

- Kehlmann, Eduard (1882–1955), österreichischer Autor
- Kehlmann, Michael (1927–2005), österreichischer Regisseur und Schauspieler
- Kehlstadt, Willi (1888–1951), Schweizer Architekt

### Kehm
- Kehm, Albert (1881–1961), deutscher Schauspieler und Regisseur; Generalintendant der Württembergischen Landestheater
- Kehm, Sabine (* 1964), deutsche Journalistin und Managerin
- Kehm, Wolfgang (* 1940), deutscher Beamter; Präsident des Bundesamtes für den Zivildienst (2000–2002)

### Kehn
- Kehn, Regina (* 1962), deutsche Illustratorin
- Kehne, Birgit (* 1957), deutsche Historikerin und Archivarin
- Kehne, Peter (1953–2022), deutscher Althistoriker
- Kehnel, Annette (* 1963), deutsche Historikerin
- Kehnscherper, Gerhard (1903–1988), deutscher Theologe
- Kehnscherper, Günther (1929–2004), deutscher Theologe

### Keho
- Kehoe, Alice Beck (* 1934), US-amerikanische Anthropologin
- Kehoe, Andrew (1872–1927), US-amerikanischer Attentäter
- Kehoe, Bob (1928–2017), US-amerikanischer Fußballspieler und -trainer
- Kehoe, Christine (* 1950), US-amerikanische Politikerin
- Kehoe, Frank (1882–1949), US-amerikanischer Wasserspringer
- Kehoe, Jack (1934–2020), US-amerikanischer Schauspieler
- Kehoe, James Nicholas (1862–1945), US-amerikanischer Politiker
- Kehoe, Mike (* 1962), US-amerikanischer Politiker (Republikanische Partei)Mike Kehoe (* 1962)

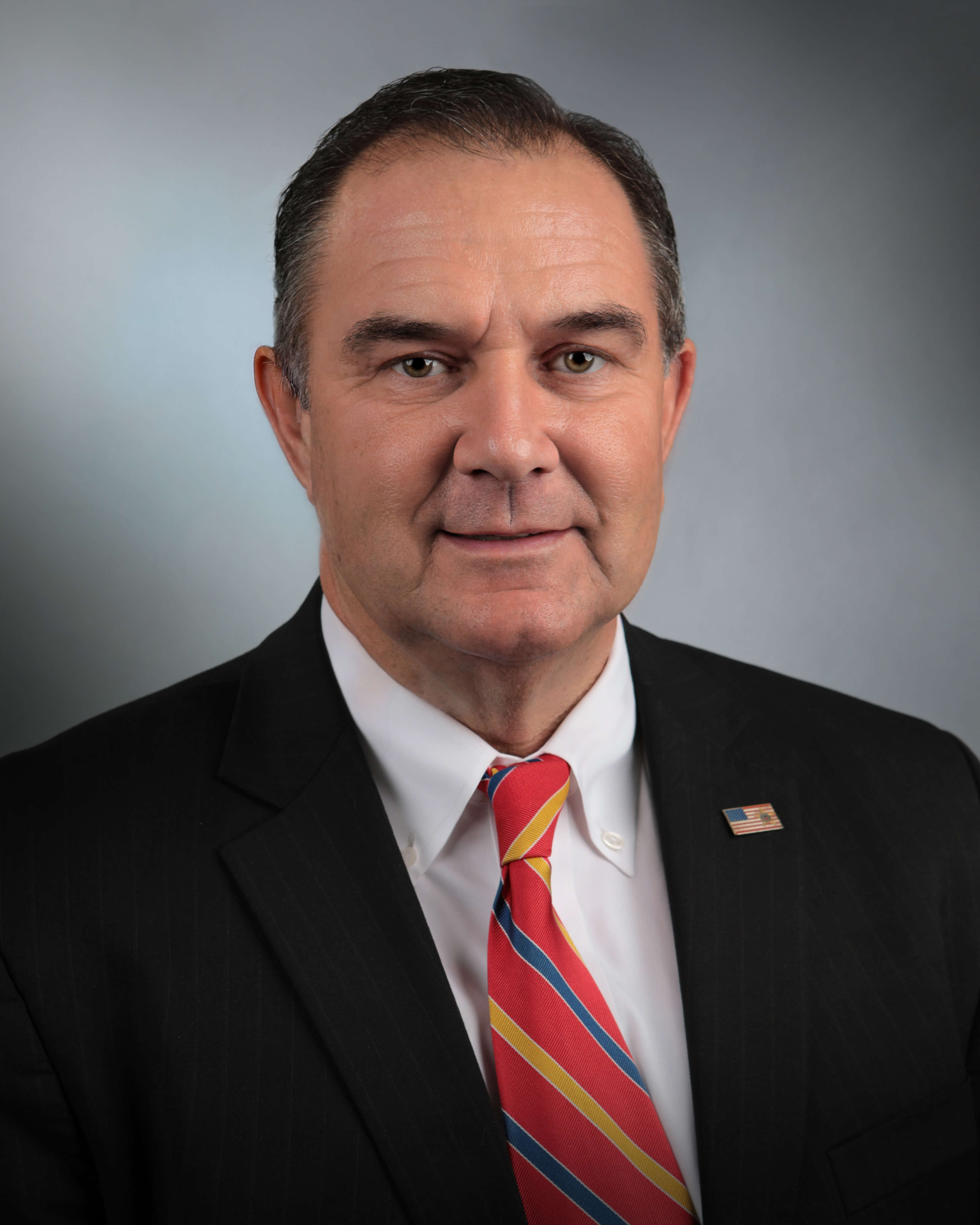
Mike Kehoe (* 1962)

- Kehoe, Nicholas B. (1943–2022), US-amerikanischer Offizier, Generalleutnant der US Air Force
- Kehoe, Paul (* 1973), irischer Politiker (Fine Gael)
- Kehoe, Rick (* 1951), kanadischer Eishockeyspieler und -trainer
- Kehoe, Sally (* 1986), australische Ruderin
- Kehoe, Walter (1870–1938), US-amerikanischer Politiker

### Kehr
- Kehr, Albert (1890–1979), deutscher Heimat- und Mundartdichter (Thüringen)
- Kehr, Carl (1830–1885), deutscher Volksschulpädagoge
- Kehr, Christoph (* 1963), römisch-katholischer Ordenspriester und Prior der deutschen Provinz des Deutschen Ordens
- Kehr, Daniel (1882–1948), französischer Turner
- Kehr, Dave (* 1953), US-amerikanischer Journalist und Filmkritiker
- Kehr, Eckart (1902–1933), deutscher Historiker
- Kehr, Edward C. (1837–1918), US-amerikanischer Politiker
- Kehr, Ernest A. (1911–1986), US-amerikanischer Philatelist
- Kehr, Gabriel (* 1996), chilenischer Leichtathlet
- Kehr, Georg Jacob (1692–1740), deutscher Orientalist, Übersetzer und Numismatiker
- Kehr, Gina (* 1969), US-amerikanische Triathletin
- Kehr, Günter (1920–1989), deutscher Violinist und Hochschullehrer
- Kehr, Hans (1862–1916), deutscher Arzt
- Kehr, Heinz-Josef (1950–2014), deutscher Fußballspieler
- Kehr, Hugo (* 1965), deutscher Psychologe und Hochschullehrer
- Kehr, Janina (* 1978), deutsche Sozialanthropologin
- Kehr, Jens (* 1959), deutscher Polizist
- Kehr, Julia (* 1970), deutsche Biologin und Hochschullehrerin
- Kehr, Klaus-Peter (* 1940), deutscher Dramaturg und Theaterleiter
- Kehr, Lothar (1942–2021), deutscher Komponist
- Kehr, Marcus (* 1983), deutscher Endurosportler
- Kehr, Otto (1914–2009), deutscher Pfarrer
- Kehr, Paul Fridolin (1860–1944), deutscher Historiker
- Kehr, Richard (1898–1963), deutscher Politiker (SPD), MdL
- Kehr, Robin (* 2000), deutscher Fußballspieler
- Kehr, Wolfgang (* 1931), deutscher Bibliothekar
- Kehr-Steiner, Oskar (1904–1990), deutscher Maler und Grafiker
- Kehrbach, Karl (1846–1905), deutscher Pädagoge und Herausgeber
- Kehrberg, Gerhard (* 1949), deutscher Physiker
- Kehrein, Carsten (* 1973), deutscher Glasdesigner
- Kehrein, Joseph (1808–1876), deutscher Lehrer, Philologe, Historiker und Direktor des Lehrerseminars Montabaur
- Kehrein, Roland (* 1970), deutscher Germanist
- Kehrein, Stefan (* 1967), deutscher theoretischer Physiker
- Kehren, Joseph (1817–1880), deutscher Maler und Freskant
- Kehren, Joseph (1860–1922), deutscher Porträtmaler der Düsseldorfer Schule
- Kehrenberg, Martina (* 1966), deutsche Basketballnationalspielerin
- Kehrer, Adolf (1811–1886), preußischer Generalmajor
- Kehrer, Anton (1893–1984), österreichischer Landwirt, Genossenschaftsfunktionär und Politiker (ÖVP)
- Kehrer, Caroline (* 1997), kanadisch-US-amerikanische Fußballspielerin
- Kehrer, Christian (1775–1869), deutscher Jagd- und Tiermaler, Hofmaler und Archivar
- Kehrer, Elfriede (* 1948), österreichische Lyrikerin
- Kehrer, Elisabeth (* 1961), österreichische Botschafterin
- Kehrer, Emilio (* 2002), deutscher Fußballspieler
- Kehrer, Erwin (1874–1959), deutscher Gynäkologe
- Kehrer, Ferdinand Adalbert (1883–1966), deutscher Neurologe und Psychiater, Hochschullehrer
- Kehrer, Ferdinand Adolf (1837–1914), deutscher Gynäkologe und Erfinder des modernen Kaiserschnitts
- Kehrer, Franz (* 1948), italienischer Bildhauer (Südtirol)
- Kehrer, Gerd (* 1939), deutscher Maler, Zeichner, Grafiker, Objektgestalter und Autor
- Kehrer, Günter (* 1939), deutscher Religionssoziologe
- Kehrer, Hans (1913–2009), deutscher Schriftsteller und Schauspieler
- Kehrer, Hans E. (1917–2002), deutscher Kinder- und Jugendpsychiater und Autismusforscher
- Kehrer, Hugo (1876–1967), deutscher Kunsthistoriker
- Kehrer, Jacques (1854–1908), Schweizer Architekt des Historismus
- Kehrer, Jodokus (1889–1932), deutscher SA-Truppführer
- Kehrer, Johanna Wilhelmina Albertina (1826–1852), niederländische Dichterin
- Kehrer, Josef (1909–1945), deutscher römisch-katholischer Landrat und Märtyrer
- Kehrer, Jürgen (* 1956), deutscher Schriftsteller und Journalist
- Kehrer, Karl (1849–1924), preußischer General der Artillerie
- Kehrer, Karl (1925–2017), österreichischer Jurist und Beamter
- Kehrer, Karl Christian (1755–1833), deutscher Maler
- Kehrer, Rudolf (1923–2013), deutscher klassischer Pianist
- Kehrer, Stefan (* 1985), deutscher Ringer
- Kehrer, Thilo (* 1996), deutscher FußballspielerThilo Kehrer (* 1996)

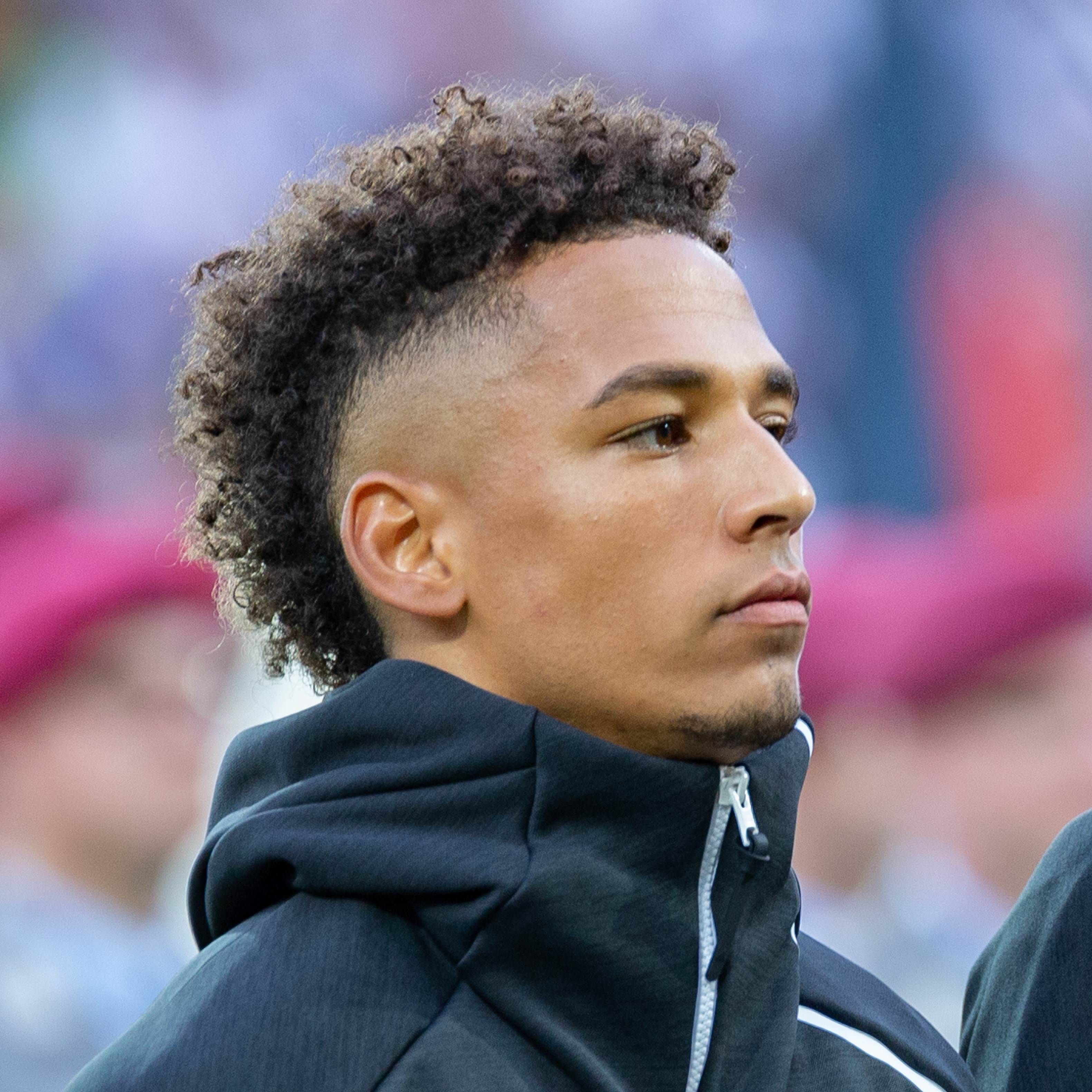
Thilo Kehrer (* 1996)

- Kehrer, Tobias, deutscher Opernsänger der Stimmlage Bass
- Kehrer, Walter (1912–1992), deutscher SS-Oberscharführer
- Kehrhahn, Heinrich (1881–1962), deutscher Konteradmiral der Kriegsmarine und Beamter
- Kehring, Burkhard, klassischer Pianist und Liedbegleiter
- Kehrl, Hans (1900–1984), deutscher NS-Wirtschaftsführer
- Kehrl, Hans Julius (1892–1961), Polizeipräsident in Hamburg zur Zeit des Nationalsozialismus
- Kehrl, Oliver (* 1967), deutscher Unternehmer und Politiker (CDU), MdL
- Kehrli, Jakob Otto (1892–1962), Schweizer Jurist und Schriftsteller
- Kehrli, Johannes († 1854), Schweizer Lehrer, Musiker und Touristiker
- Kehrli, Oli (* 1976), Schweizer Liedermacher
- Kehrling, Béla von (1891–1937), ungarischer Tennis- und Tischtennisspieler
- Kehrmann, Florian (* 1977), deutscher Handballspieler und -trainerFlorian Kehrmann (* 1977)

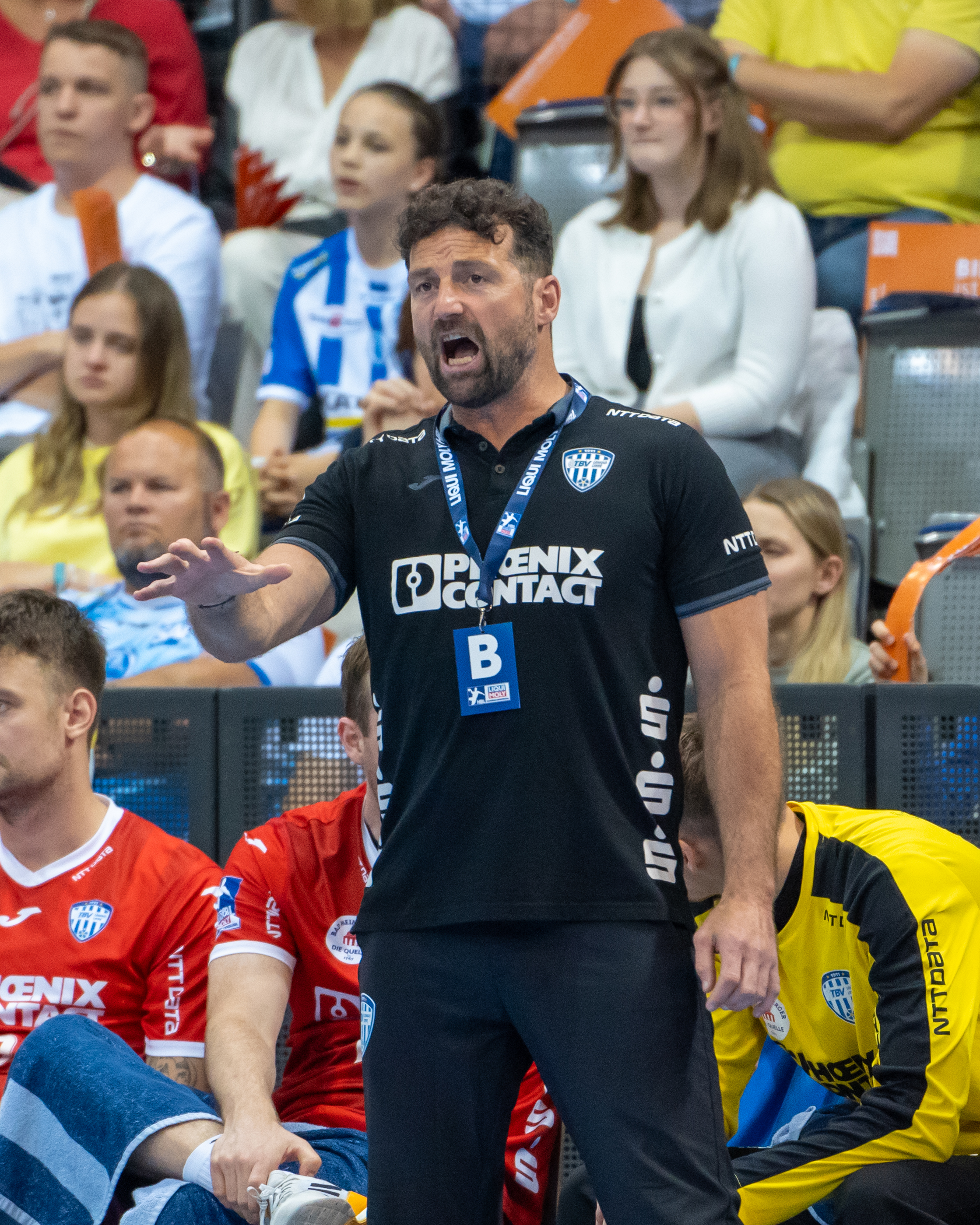
Florian Kehrmann (* 1977)

- Kehrmann, Friedrich (1864–1929), deutscher Chemiker
- Kehrmann, Jean Louis (1865–1891), deutscher Landschaftsmaler der Düsseldorfer Schule
- Kehrn, Johann Friedrich (1663–1732), Stadtphysikus in Varaždin (Croatien) und Mitglied der Leopoldina
- Kehrstephan, Evi (* 1982), deutsche Schauspielerin
- Kehrt, Christian (* 1971), deutscher Historiker
- Kehrwand, Vincent (1803–1857), Schweizer Politiker und Richter

### Kehv
- Kehva, Mark-Markos (* 2004), estnischer Biathlet